# Weihai
Weihai, tidigare känd som Weihaiwei, är en stad på prefekturnivå i provinsen Shandong i östra Kina. Den ligger omkring 450 kilometer öster om provinshuvudstaden Jinan.

## Geografi
Weihai ligger intill  Gula havet och utanför kusten ligger det många små öar. Det finns varma källor i staden.

## Historia

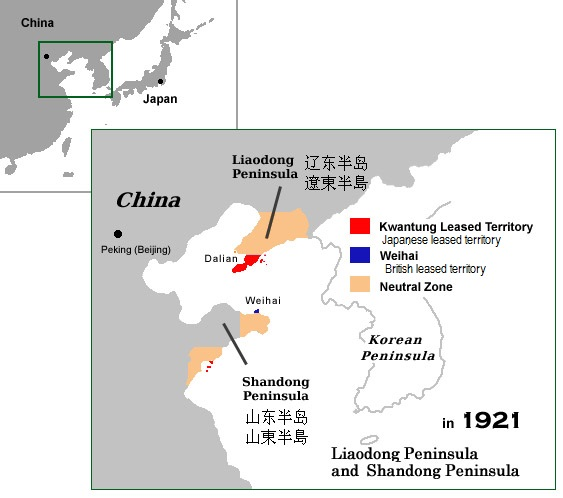
Det blåa området markerar den brittiska koncessionen Weihaiweis läge i relation till de näraliggande japanska koncessionerna i Qingdao och Kwantung.

Under Qingdynastin var Weihai en kinesisk marinbas där bland annat det berömda slagskeppet Dingyuan var förankrat. Under det första sino-japanska kriget blev staden belägrad, och de kinesiska krigsskepp som hade klarat sig förstördes i hamnen den 2 februari 1895.
Mellan 1898 och 1930 var Weihai en brittisk koncession under namnet Weihaiwei. Den siste brittiske kommissionären i Weihaiwei var Reginald Fleming Johnston, som senare blev den siste kejsaren Puyis informator. Under det andra sino-japanska kriget ockuperades staden åter av Japan.
Sedan staden återlämnats till Republiken Kina 1945 var staden en kort tid en särskild administrativ region. 1949 fick staden sitt nuvarande namn. 

## Administrativ indelning
Det egentliga Weihai består av ett stadsdistrikt; dessutom lyder tre städer på häradsnivå under Weihai.
- Stadsdistriktet Huancui – 环翠区 Huáncuì qū
- Staden Wendeng – 文登市 Wéndēng shì
- Staden Rongcheng – 荣成市 Róngchéng shì
- Staden Rushan – 乳山市 Rǔshān shì

## Klimat
Genomsnittlig årsnederbörd är 717 millimeter. Den regnigaste månaden är juli, med i genomsnitt 210 mm nederbörd, och den torraste är januari, med 14 mm nederbörd.